# Chicknandihal, Kushtagi
Chicknandihal là một làng thuộc tehsil Kushtagi, huyện Koppal, bang Karnataka, Ấn Độ.